# ChatSecure
ChatSecure是iOS系统的即时通信软件，支持XMPP协议的OTR和OMEMO加密。该软件是以GNU通用公共许可证授权的自由软件。
ChatSecure被国际人士、政府机构、商业人士以及聖戰主義宣传者使用。

## 历史
ChatSecure最初在2011年发布，作为首个支持OTR消息的iOS应用。2012年ChatSecure与保衛者計畫达成合作，原本的Gibberbot应用程序被重命名为“ChatSecure Android”。
2016年末，Android 的合作被终止， 而ChatSecure Android成为“Zom”， ChatSecure iOS继续原来的名字。ChatSecure iOS仍在积极开发中，不受影响。
2019年3月，ChatSecure在中国的App Store被下架。

## 评价
2014年11月，“ChatSecure + Orbot”在电子前哨基金会的“安全消息记分卡”活动中获得满分，该组合获得高分因为其“通信在传输中被加密”、“通信由服务提供者无法取得的密钥加密（端到端加密），使得用户可以独立地验证对方的身份”、“即使密钥被窃取，过去的通信仍然安全（前向保密）”、 “代码开放以供独立审查（开源）、“安全设计的文档充分”以及“拥有近期的独立安全审阅”。